# NUBO
NUBOは2002年に神奈川県横浜市で結成された日本のロックバンド。事務所はBADASS。

## メンバー

### 現メンバー
tommy（ボーカル）
本名：松島 智明
一成（ボーカル）
本名は「いっせい」。通称「ワンナリ」
Wakai（ギター）
家庭都合により、2019年8月以降、一部のライブではWakaiではなくサポートギタリストを迎えてライブを行う事がある
サブ（ドラムス）

マツシタジュンジ（ベース）
2018年12月16日の新代田FEVER公演より正式加入。
K-zoo脱退後よりサポートベースとしてライブ出演していた。
SOBUTでも活動中。

### 旧メンバー
K-zoo（ベース）
読み方は「けーぞー」
2018年5月12日の名古屋APOLLO BASE公演を最後に脱退

## 概要
神奈川県立光陵高等学校の同級生であった「tommy」「Wakai」「サブ」、違う高校で同い年の「K-zoo」、tommyらの高校の先輩の「一成」の5人で結成。
バンド名は、フランス語で「新しい」という意味の「Nouveau」のスペルを変えて「NUBO」とした。

## 主なライブ

### 出演イベント
- 2008年07月12日 - 京都大作戦2008
- 2010年07月10日 - 京都大作戦2010
- 2010年08月07日 - 八食サマーフリーライブ2010
- 2011年07月10日 - 京都大作戦2011
- 2011年08月06日 - 八食サマーフリーライブ2011
- 2012年08月05日 - 八食サマーフリーライブ2012
- 2013年04月29日 - COMIN'KOBE 13
- 2013年07月06日 - 京都大作戦2013
- 2013年08月03日 - 八食サマーフリーライブ2013
- 2014年04月29日 - COMIN'KOBE 14
- 2014年08月10日 - EAT THE ROCK2014（台風により中止。当日の代替イベントに参加）
- 2014年08月24日 - 八食サマーフリーライブ2014
- 2014年09月14日 - OSAKA HAZIKETEMAZARE FESTIVAL 2014
- 2015年06月07日 - 百万石音楽祭2015〜ミリオンロックフェスティバル〜
- 2015年07月05日 - 京都大作戦2015
- 2015年08月22日 - 八食サマーフリーライブ2015
- 2015年10月11日 - BLAZE UP NAGASAKI 2015
- 2015年12月19日 - OSAKA HAZIKETEMAZARE FESTIVAL 2015
- 2015年12月23日 - ポルノ超特急2015
- 2016年01月04日 - SECRET 7 LINE pre.THICK FESTIVAL 2016 "Shinji is still drinking !!"
- 2016年05月07日 - COMIN'KOBE 16
- 2016年06月04日 - 百万石音楽祭 2016～ミリオンロックフェスティバル～
- 2016年08月20日 - 八食サマーフリーライブ2016
- 2016年09月10日 - OSAKA HAZIKETEMAZARE FESTIVAL 2016
- 2016年09月18日 - いしがきミュージックフェスティバル2016
- 2016年10月02日 - BLAZE UP NAGASAKI 2016
- 2016年10月09日 - MINAMI WHEEL 2016
- 2016年10月23日 - 北近江 FREAKY JAMMiN' 2016
- 2016年10月29日 - 愛媛無双2016
- 2017年01月14日 - 東日本大作戦番外編 2017
- 2017年05月05日 - VIVA LA ROCK 2017
- 2017年05月07日 - COMIN'KOBE 17
- 2017年05月21日 - SAKAI MEETING 2017
- 2017年06月04日 - 百万石音楽祭2016～ミリオンロックフェスティバル～
- 2017年07月08日 - 京都大作戦2017
- 2018年07月23日 - KAWANE夏祭り＠BIG NATURE2017
- 2017年08月19日 - 八食サマーフリーライブ2017
- 2017年09月23日 - EAT THE ROCK 2017
- 2017年10月21日 - 北近江 FREAKY JAMMiN' 2017
- 2017年10月22日 - 騎馬武者ロックフェス2017
- 2017年11月25日 - LONELINESS FEST 2017
- 2017年12月29日 - COUNTDOWN JAPAN 17/18
- 2018年01月06日 - SECRET 7 LINE pre.THICK FESTIVAL 2018
- 2018年05月12日 - 少年少女秘密基地FESTIVAL2018
- 2018年07月29日 - KAWANE夏祭り＠BIG NATURE2018
- 2018年08月11日 - EAT THE ROCK 2018
- 2018年08月25日 - 八食サマーフリーライブ2018
- 2018年09月22日 - 山人音楽祭 2018
- 2018年09月23日 - 騎馬武者ロックフェス2018
- 2018年09月24日 - 四星中学文化祭2018
- 2018年09月29日 - TOKI ROCK NIIGATA2018
- 2018年10月07日 - StarryNight2018（台風により中止）
- 2018年10月31日 - DOGIMAZUN TOKYO 2018
- 2018年12月19日 - [NOiD] FESTIVAL 2018
- 2019年01月06日 - SECRET 7 LINE pre.THICK FESTIVAL 2019
- 2019年03月16日 - TENJIN ONTAQ 2019
- 2019年04月28日 - 若者たち2019
- 2019年05月25日 - Amelie 「鐘フェス2019～君が為に越谷で鳴らす～」
- 2019年06月09日 - I ROCKS 2019 stand by LACCO TOWER
- 2019年06月23日 - OBUNAP 2019
- 2019年07月27日 - 八食サマーフリーライブ2019
- 2019年08月25日 - Save the Birthday2019
- 2019年09月21日 - 騎馬武者ロックフェス2019

## その他
- 代表曲「Circle」ではサークル（肩組んで回るタイプ）が発生し、会場次第では巨大サークルに発展する。また、「咲く花」や「ナイモノバカリ」でも同様のサークルが発生するケースがある。
- 「THREE TWO」は横浜DeNAベイスターズの桑原将志選手をイメージして作られた。